# Cafon Chadaš Merkaz

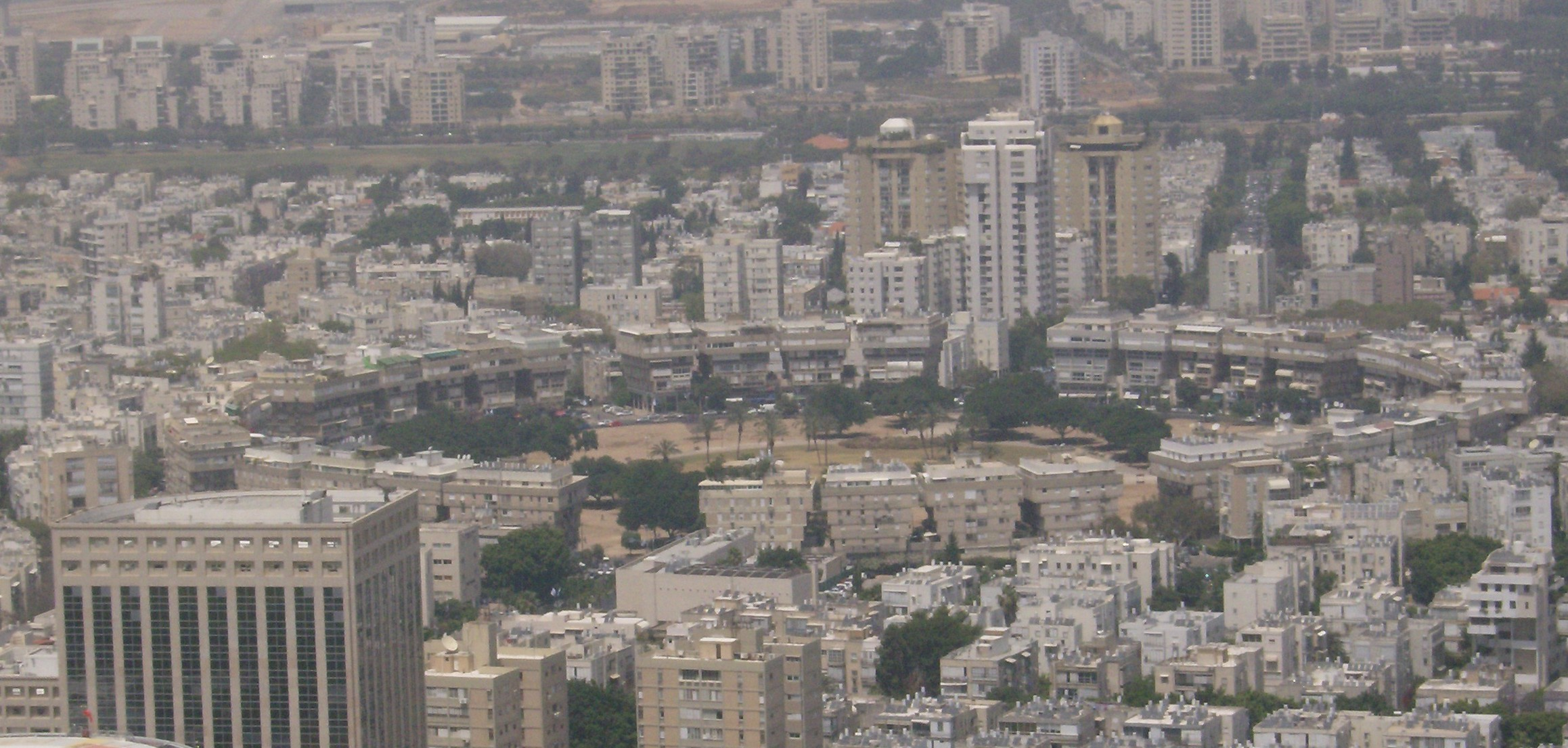
Zástavba v čtvrti Cafon Chadaš Merkaz, náměstí Kikar ha-Medina

Cafon Chadaš Merkaz (hebrejsky: צפון חדש מרכז, doslova Nový sever-střed) je čtvrť v centrální části Tel Avivu v Izraeli. Je součástí správního obvodu Rova 4 a samosprávné jednotky Rova Bnej Dan.

## Geografie
Leží na východním okraji centrální části Tel Avivu, cca 2 kilometry od pobřeží Středozemního moře, cca 1 kilometr jižně od řeky Jarkon, v nadmořské výšce okolo 20 metrů. Východně od čtvrtě se rozkládá nový obytný soubor Park Cameret tvořený výškovými obytnými domy.

## Popis čtvrti
Čtvrť na severu vymezuje ulice Pinkas, na jihu Arlozorof, na východě Derech Namir a na západě Ibn Gvirol. Zástavba má charakter husté blokové městské výstavby. V roce 2007 tu žilo 13 296 lidí.  Centrem čtvrtě je kruhové náměstí Kikar ha-Medina.